# Карагезян, Константин Григорьевич
Константин Григорьевич Карагезян (арм. Կոնստանտին Գրիգորի Ղարագյոզյան; 29 сентября 1927, Ереван — 28 апреля 2013) — советский и армянский биохимик, доктор биологических наук (1968), профессор (1970). Академик НАН РА (1994, член-корреспондент 1986). Действительный член РАЕН (1999). Заслуженный деятель науки Республика Армения (2012). Основатель липидологических исследований в Армении.

## Биография
Константин Карагезян родился в 1927 году в Ереване.
В 1950 году окончил Ереванский государственный медицинский институт в 1953 году — аспирантуру того же института.
В 1954—1957 годах работал в отделении биохимии Института физиологии АССР, в 1957—1960 годах — ученый секретарь отделения биохимии, в 1961—1986 годах — заместитель директора Института биохимии (до 1965 года — заместитель директора по научной работе).
С 1986—2006 год — директор Института молекулярной биологии АН Армянской ССР, а потом Армянской Республики.
В 1991—2013 годах сновал и руководил кафедрой Института медицинской биохимии и клинической биохимии. Был президентом Армянского общества нейрохимиков, заместителем главного редактора армяно-российского журнала «Нейрохимия» (Москва).
Являлся членом международных научных обществ в области биохимии, молекулярной биологии, исследований мозга (Россия, США, Канада, Франция, Германия).
Автор 580 опубликованных работ, 2 монографий. Научные интересы: биохимия свертываемости крови, физиология, фармакология, липидная мембранология. Исследование роли процессов свободных радикалов в молекулярно-биологических реакциях, лежащих в основе генезиса различных патологических состояний.
Награжден орденом «Анания Ширакаци» (2003).